# Nagy László (műkorcsolyázó)
Nagy László (Szombathely, 1927. augusztus 13. – 2005. április 19.) olimpiai bronzérmes, Európa-bajnok műkorcsolyázó, orvos, edző, Nagy Marianna műkorcsolyázó bátyja.

## Sportolói és edzői pályafutása
1943-tól a BKE (Budapesti Korcsolyázó Egylet), 1949-től a MÉMOSZ SE (Magyar Építőmunkások Országos Szövetsége Sport Egyesület), 1951-től a Budapesti Építők, 1953-tól a Csepeli Vasas, illetve a Csepel SC műkorcsolyázója volt.
1947 és 1958 között szerepelt a magyar válogatottban. Testvérével, Nagy Mariannával versenyzett, páros műkorcsolyázásban több mint egy évtizeden keresztül a világ élvonalába tartoztak. Három téli olimpián vettek részt, 1952-ben Oslóban, majd 1956-ban Cortina D’Ampezzoban a harmadik helyen végeztek. Az 1950. évi oslói és az 1955. évi budapesti Európa-bajnokságon aranyérmesek lettek. Pályafutásukat az 1958. évi pozsonyi Európa-bajnokság után fejezték be.
1965-ben a Sportvezető és Edzőképző Intézetben műkorcsolya-szakedzői oklevelet szerzett.
Visszavonulása után az FTC nevelőedzője, 1966-tól 1972-ig a jászberényi Lehel SE vezetőedzője volt. Tanítványai közül Almássy Zsuzsa később világbajnoki bronzérmes és Európa-bajnoki ezüstérmes lett.

### Sporteredményei
- olimpiai 3. helyezett (1952, 1956)
- olimpiai 7. helyezett (1948)
- háromszoros világbajnoki 3. helyezett (1950, 1953, 1955)
- világbajnoki 4. helyezett (1949)
- világbajnoki 7. helyezett (1948)
- kétszeres Európa-bajnok (1950, 1955)
- négyszeres Európa-bajnoki 2. helyezett (1949, 1953, 1956, 1957)
- Európa-bajnoki 3. helyezett (1952)
- Európa-bajnoki 4. helyezett (1958)
- Európa-bajnoki 6. helyezett (1948)
- főiskolai világbajnok (1950, 1956)
- főiskolai világbajnoki 2. helyezett (1949)
- nyolcszoros magyar bajnok (1950–1952, 1954–1958)

## Orvosi pályafutása
1954-ben a Budapesti Orvostudományi Egyetemen orvosi, 1956-ban sportorvosi oklevelet szerzett. 1954-től a budapesti Sportkórház orvosa, 1973-tól vezető főorvosa volt. Közben 1972-től a magyar korcsolyaválogatott, majd 1978-tól a magyar síválogatott melletti sportorvosi feladatokat is ellátta. 1987-ben történt nyugalomba vonulása után a Magyar Labdarúgó Szövetség orvosa lett.
2002-től Budapest VII. kerületének díszpolgára.

## Díjai, elismerései
- Magyar Népköztársasági Sportérdemérem ezüst fokozat (1951)[3]
- A Magyar Népköztársaság kiváló sportolója (1951)[4]
- A Magyar Népköztársaság Érdemes Sportolója (1954)[5]
- Erzsébetváros díszpolgára (2002)